# Bertha Rojas López
Bertha Rojas López (* 19. April 1948 im Distrikt Ahuac, Provinz Chupaca, Region Junín, Peru) ist eine peruanische Literaturwissenschaftlerin, Schriftstellerin und Kinderbuchautorin.

## Leben
Bertha Rojas López wurde in Ahuac in der Provinz Chupaca in eine bäuerliche Familie geboren. Sie war das zweite Kind von fünf Geschwistern, unter denen sie die einzige Frau war. Ihr Vater war Eliasar Rojas. Sie begann bereits als Kind zu schreiben und gewann so ihre ersten Literaturpreise. Sie besuchte die Sekundarschule Colegio Nuestra Señora del Rosario in Huancayo. Danach studierte sie Spanische Sprache und Literatur an der Universidad Nacional del Centro del Perú (UNCP) in Huancayo. Für ihre kosmogonische Erzählung Aparición de la laguna de Ñahuinpuquio („Entstehung des Sees von Ñahuinpuquio“) erhielt sie 1972 den Preis des Wettbewerbs Los Juegos Florales der Organisation SINAMOS (Sistema Nacional de Apoyo a la Movilización Social) der Revolutionären Regierung der Streitkräfte unter Juan Velasco Alvarado. Beim Literaturwettbewerb des peruanischen Bildungsministeriums 1980 kam sie mit ihrer Erzählung Mamacha Cocharcas auf den ersten Platz. 1980 ging sie für ein postgraduelles Studium in die Sowjetunion.
Am 8. Juni 1990, in der Zeit des Bewaffneten Konfliktes in Peru, wurde Bertha Rojas’ Ehemann Jaime Cerrón Palomino, marxistischer Philosophieprofessor und Vizerektor für akademische Angelegenheiten an der UNCP in Huancayo, zusammen mit seinem Chauffeur Armando Tapia von uniformierten Männern entführt; am 19. Juni 1990 wurden ihre verstümmelten Leichen gefunden. Dieses Verbrechen in der ersten Regierungszeit Alan Garcías als Staatspräsident blieb bis zum heutigen Tag unaufgeklärt. Bertha Rojas López sagte später vor der Kommission für Wahrheit und Versöhnung über das Verbrechen an Jaime Cerrón aus.
1990, kurz nach der Ermordung ihres Ehemannes, ging Bertha Rojas in die kubanische Hauptstadt Havanna, um sich – unterstützt durch ein Stipendium – am Instituto Superior Pedagógico Enrique José Varona in Kinder- und Jugendliteratur zu spezialisieren. Sie erhielt 1991 ein Stipendium vom peruanischen Bildungsministerium, um an der Postgraduiertenschule der UNCP in Huancayo den Magister in Universitärer Didaktik zu machen. 2000 machte sie zudem den Magister in interkultureller zweisprachiger Erziehung (EIB) an der Universidad Mayor de San Simón in Cochabamba (Bolivien), wofür sie ein internationales Stipendium von PROEIB Andes erhielt. An der auch als La Cantuta bekannten Universidad Nacional de Educación Enrique Guzmán y Valle (UNE) in Lima wurde sie in Erziehungswissenschaften promoviert. 1993 nahm sie mit ihrer Erzählung Rumicha („Steinchen“) an einem internationalen Literaturwettbewerb der Casa de las Américas in Kuba teil. Ab 1993 hatte sie den Lehrstuhl für Literatur an der UNCP inne.

## Politik
Wie ihre drei Söhne ist auch Bertha Rojas López in der politisch links ausgerichteten Partei Perú Libre aktiv.

## Familie
Bertha Rojas López heiratete den marxistischen Philosophen Jaime Cerrón Palomino, geboren 1937 und ermordet 1990. Aus der Ehe gingen drei Söhne hervor, die später alle drei als Marxisten zu Politikern der Partei Perú Libre wurden. Vladimir Cerrón Rojas wurde Neurochirurg und gründete die Partei Perú Libre, deren Generalsekretär er heute ist. Waldemar Cerrón Rojas ist Erziehungswissenschaftler und wurde bei den Wahlen in Peru 2021 für Perú Libre in den Peruanischen Kongress gewählt, wo er Fraktionssprecher von Perú Libre ist. Fritz Elías Cerrón Rojas ist Geschäftsmann und arbeitet nach eigener Aussage für das peruanische Heer. Sowohl Bertha Rojas als auch ihren Söhnen werden Schlüsselrollen in der Partei Perú Libre zugeschrieben.

## Ermittlungen wegen Geldwäsche
Im April 2021 wurden gegen Bertha Rojas López und ihre drei Söhne Vladimir, Waldemar und Fritz Cerrón Rojas sowie andere Funktionäre der Regierung und der Partei Perú Libre Ermittlungen wegen Geldwäsche in der Region Junín aufgenommen.

## Werke
- 1972: Aparición de la laguna de Ñahuinpuquio
- 1980: Mamacha Cocharcas
- 1993: Rumicha. Ediciones RUMI, Huancayo
- 1996: Brumas Infantiles. Ediciones RUMI, Huancayo
- 1997: Literatura Popular. Ediciones RUMI, Huancayo
- 1999: El Halcón y gorrión. Ediciones RUMI, Huancayo
- 2000: Nino y el Monstruo. Ediciones RUMI, Huancayo
- 2007: Pichón sin nido

### Mit ihrem Sohn Waldemar José Cerrón Rojas
- 2015: Nino y el monstruo (2. Ausgabe). Huancayo, ISBN 978-612-00-1954-2
- 2007: Mis Ecofábulas. Huancayo